# Sunds socken
Sunds socken i Östergötland ingick i  Ydre härad, ingår sedan 1971 i Ydre kommun och motsvarar från 2016 Sunds distrikt.
Socknens areal är 125,24 kvadratkilometer varav 111,18 land. År 2000 fanns här 1 341 invånare. Tätorten Österbymo och kyrkbyn Sund med sockenkyrkan Sunds kyrka ligger i socknen. 

## Administrativ historik
Sunds socken omtalas i dokument första gången 1337 ("de parochijs... Sund").
Vid kommunreformen 1862 övergick socknens ansvar för de kyrkliga frågorna till Sunds församling och för de borgerliga frågorna till Sunds landskommun. Landskommunen uppgick 1952 i Ydre landskommun som 1971 blev Ydre kommun. Församlingen uppgick 2009 i Sund-Svinhults församling.
1 januari 2016 inrättades distriktet Sund, med samma omfattning som församlingen hade 1999/2000.
Socknen har tillhört samma fögderier och domsagor som Ydre härad.  De indelta soldaterna tillhörde   Första livgrenadjärregementet, Ydre kompani och Andra livgrenadjärregementet, Vifolka kompani.

## Geografi
Sunds socken ligger söder om Sommen, kring sjön Östra Lägern. Socknen är en sjörik kuperad skogs- och bergsbygd.
Ydregården även kallad Ydrekullen är belägen i utkanten av Österbymo. Den är både hembygdsgård och vandrarhem. Här har man samlat gamla byggnader från kommunen, där flera är från 1600-talet.

## Fornlämningar
Kända från socknen är två hällkistor från stenåldern, spridda gravrösen från bronsåldern och 12 gravfält från järnåldern. Två runristningar finns antecknade, en vid kyrkan och en vid Oppeby.

## Namnet
Namnet (1337 Sund) kommer från kyrkbyn som ligger vid ett sund.

### Fotnoter
1. 1 2  Svensk Uppslagsbok andra upplagan 1947–1955: Sund socken
2. 1 2  Harlén, Hans; Harlén Eivy (2003). Sverige från A till Ö: geografisk-historisk uppslagsbok. Stockholm: Kommentus. Libris 9337075. ISBN 91-7345-139-8
3. ↑  ”Arkiverade kopian”. Arkiverad från originalet den 20 april 2019. https://web.archive.org/web/20190420134544/http://jordebok.ra.se/dms/dms_4_6.pdf. Läst 20 april 2019.
4. ↑  ”Församlingar”. Statistiska centralbyrån. https://www.scb.se/hitta-statistik/regional-statistik-och-kartor/regionala-indelningar/forsamlingar/. Läst 30 december 2022.
5. ↑  Administrativ historik för Sund socken (Klicka på församlingsposten). Källa: Nationella arkivdatabasen, Riksarkivet.
6. 1 2  Sjögren, Otto (1931). Sverige geografisk beskrivning del 2 Östergötlands, Jönköpings, Kronobergs, Kalmar och Gotlands län. Stockholm: Wahlström & Widstrand. Libris 9939
7. 1 2  Nationalencyklopedin
8. ↑  Fornlämningar, Statens historiska museum: Sunds socken
9. ↑  Fornminnesregistret, Riksantikvarieämbetet: Sunds socken Fornminnen i socknen erhålls på kartan genom att skriva in sockennamn (utan "socken") i "Ange geografiskt område"
10. ↑  Mats Wahlberg, red (2003). Svenskt ortnamnslexikon. Uppsala: Institutet för språk och folkminnen. Libris 8998039. ISBN 91-7229-020-X. https://isof.diva-portal.org/smash/get/diva2:1175717/FULLTEXT02.pdf